# L'ospite d'onore
L'ospite d'onore è un film di Richard Benjamin del 1982.

## Trama
1954. Benjy Stone è uno degli autori di un popolare show televisivo, condotto dal comico King Kaiser. Quando Kaiser decide di invitare come ospite Alan Swann, un tempo idolo delle matinée, Benjy è entusiasta di poter lavorare al fianco di uno dei suoi miti di quando era adolescente. Ma Swann si presenta agli studios ubriaco e Kaiser è sul punto di cacciarlo. Benjy prega il conduttore di tenere Swann, offrendosi di fargli da "baby-sitter" e assicurarsi che l'attore sia sobrio. Ma per Kaiser Swann non è l'unico problema:: nel suo show fa una parodia del boss Rojeck, il quale non gradisce...

## Nomination
- Oscar per il migliore attore principale di un film (Peter O'Toole)
- Golden Globe per il migliore attore in un film commedia/musical per (Peter O'Toole)
- Golden Globe per il migliore attrice in un ruolo di supporto di un film (Lainie Kazan)
- Golden Globe per il migliore film commedia/musical
- WGA Award per la migliore commedia scritta direttamente per la recitazione (Norman Steinberg, Dennis Palumbo)

## Premi vinti
- Golden Reel Award per il migliore editing sonoro
- Sant Jordi per il migliore attore straniero (Peter O'Toole)